# 塔拜
塔拜（转写：Tabai；1589年4月2日—1639年9月6日），努尔哈赤第六子。
生于明朝万历十七年（1589年）二月十八，生母是庶妃钮祜禄氏。天命十年（1625年），塔拜伐东海北路呼尔哈部有功，授三等甲喇章京。天聪八年（1634年），进一等，寻封三等辅国将军。崇德四年（1639年）八月初九，塔拜病死。顺治十年（1653年），追封辅国公，朝廷賜予谥号為「愨厚」。

## 子孫
塔拜有子八人，有爵位者三人：額克親、班布爾善、巴都海。
1. 喇拜
2. 已革貝子額克親
3. 巴克親
4. 已革輔國公班布爾善
5. 蘇瓦延
6. 輔國恪僖公巴都海
7. 奉恩懷儀將軍喇都海
8. 輔國悼殤將軍巴特瑪費揚武

## 延伸阅读
[在维基数据编辑]
 《清史稿/卷217》，出自趙爾巽《清史稿》